# Заур, Карл-Отто
Карл-Отто Заур (нем. Karl-Otto Saur; 16 февраля 1902, Дюссельдорф, Германская империя, — 28 июля 1966, Пуллах-им-Изарталь, ФРГ) — статс-секретарь рейхсминистерства военной промышленности в период нацизма, министр военной промышленности в «кабинете Геббельса».

## Биография
Став дипломированным инженером, начал работать у Тиссена. После смерти отца принял на себя руководство родительским машиностроительным предприятием, но наступившая вскоре Великая депрессия привела предприятие к банкротству. Заур вернулся к Тиссену и вскоре стал директором производственно-экономического отдела металлургического завода August-Thyssen-Hütte в Дуйсбурге. В 1931 году вступил в НСДАП. С 1938 года работал в организации Тодта, в итоге став заместителем Фрица Тодта. В феврале 1942 года, после гибели Тодта в авиакатастрофе, Заур стал начальником технического управления рейхсминистерства вооружений и боеприпасов, а также статс-секретарем, замещая рейхсминистра Альберта Шпеера в его отсутствие. В работе отличался крайней жесткостью, ни с чем не считаясь ради интересов дела. 5 июня 1943 года был удостоен Рыцарского креста Креста военных заслуг.
С марта 1944 года Заур возглавил штаб Егерштаба (1 августа того же года преобразованного в Штаб вооружений), организовывал развертывание подземных военных заводов, а также координировал производство истребителей. 29 октября получил Рыцарский крест Креста военных заслуг с мечами.
20 апреля 1945 года был награждён Золотым рыцарским крестом Военных заслуг, став одним из двух штатских, удостоенных этой награды. 29 апреля в своем политическом завещании Гитлер назначил Заура преемником Шпеера на посту министра военной промышленности в правительстве под руководством Йозефа Геббельса. Однако данный кабинет просуществовал всего сутки (30 апреля — 1 мая), до самоубийства Геббельса. Новый рейхспрезидент Карл Дёниц, сформировав «Фленсбургское правительство», вернул в него Шпеера. 15 мая Заур был арестован американцами.
В 1948 году он выступил в качестве свидетеля обвинения на процессе Круппа, после чего от него отвернулись старые знакомые. В процессе денацификации он был классифицирован как соучастник и вскоре после этого освобожден.
В 1949 году Заур основал инженерное бюро, которое также выпускало справочные издания. На его основе было создано издательство Saur-Verlag, ставшее прибыльным лишь с начала 60-х годов, когда его возглавил сын Заура Клаус Герхард.